# Вольфштайн
Вольфштайн (нем. Wolfstein) — город в Германии, в земле Рейнланд-Пфальц. 
Входит в состав района Кузель. Подчиняется управлению Вольфштайн.  Население составляет 1956 человек (на 31 декабря 2010 года). Занимает площадь 13,75 км². Официальный код  —  07 3 36 105.